# Jakkalsfontein
Jakkalsfontein è una località abitata sudafricana situata nella municipalità distrettuale di West Coast nella provincia del Capo Occidentale.

## Geografia fisica
La località sorge lungo la costa atlantica a circa 60 chilometri a nord di Città del Capo.